# Tantallon slott

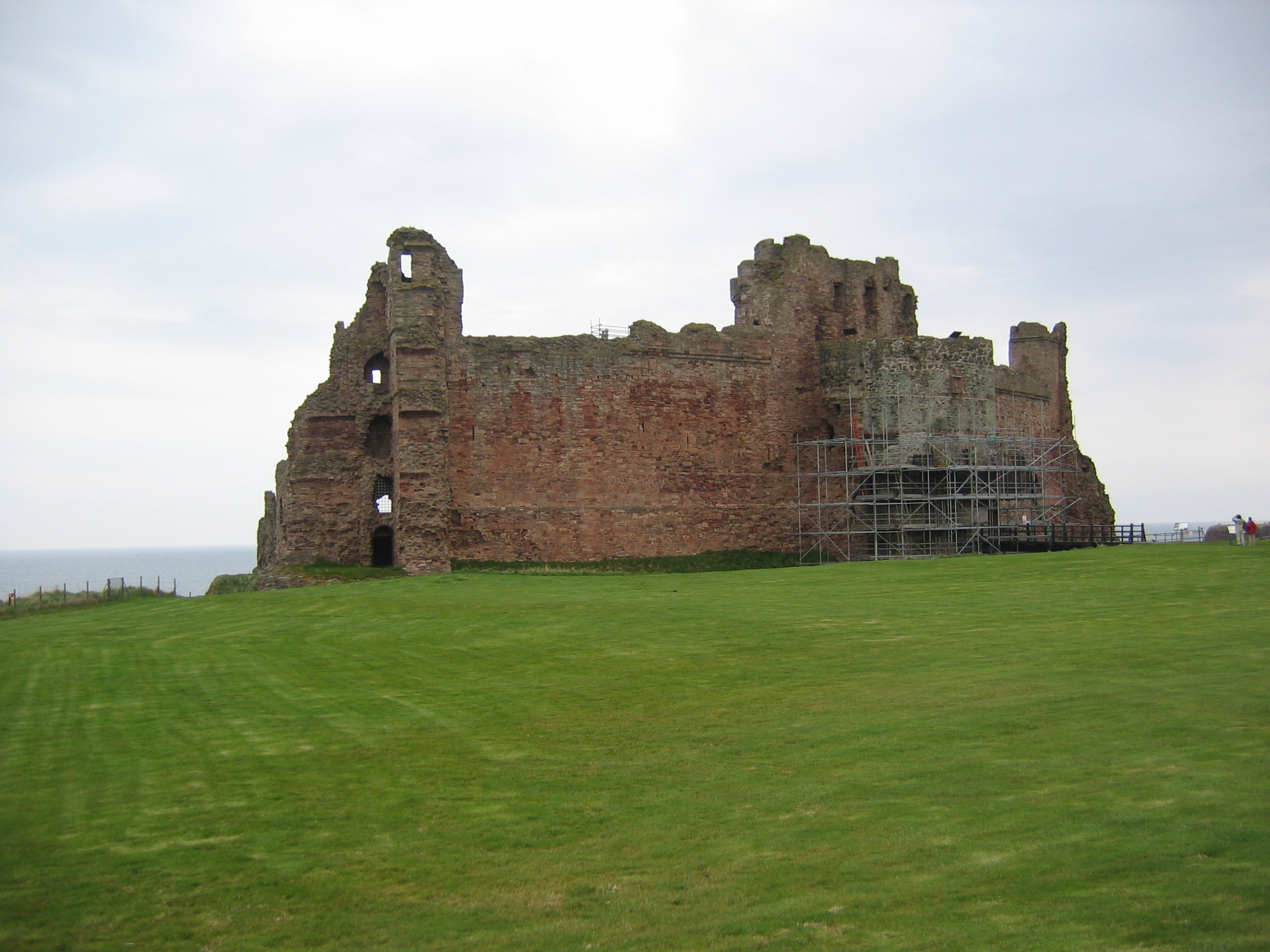
Tantallon.

Tantallon slott är en ruin av en  befästning från 1300-talet, placerad ungefär fem kilometer sydöst om North Berwick, i East Lothian, Skottland.